# 보람중학교
보람중학교(보람中學校)는 대한민국 세종특별자치시 보람동에 있는 공립 중학교이다.

## 학교 연혁
- 2017년 3월 1일 : 보람중학교 개교
- 2017년 3월 1일 : 이재인 교장 부임
- 2017년 3월 2일 : 제1회 입학식
- 2018년 1월 5일 : 제1회 졸업식(71명)
- 2018년 3월 2일 : 22학급 편성(특수학급 1학급)
- 2023년 1월 4일 : 제6회 졸업식(238명, 총누계 1,052명)
- 2023년 3월 2일 : 제7회 입학식
- 2023년 6월 1일 : 김진성 교장 부임

## 참고 자료
- 보람중학교 - 한국교육학술정보원 학교알리미